# Revers

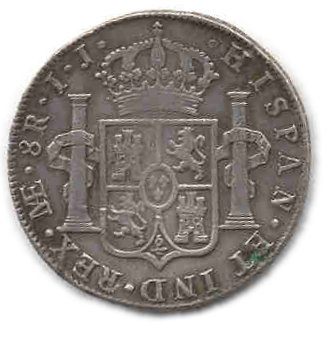
Reversul unei monede de pe timpul lui Carol al III-lea al Spaniei, în 1799.

Reversul unei monede este de partea opusă acelei fațete numită avers, altfel spus, acea parte considerată a fi mai puțin importantă (secundară), la orice monedă.
Deși, în general, se vorbește de avers și revers în numismatică, prin extensie, se aplică aceeași terminologie pentru toate obiectele care au două fețe, cum ar fi drapele, tablouri, documente, plicuri...
În baterea de monedă, fațeta numită revers a coincis, în general, cu acea fațetă care era cea mai predispusă (expusă), uzurii și/sau deteriorării.